# Saessolsheim
Saessolsheim [sɛsɔlsaɪm] est une commune française située dans la circonscription administrative du Bas-Rhin et, depuis le 1er janvier 2021, dans le territoire de la Collectivité européenne d'Alsace, en région Grand Est.
Cette commune se trouve dans la région historique et culturelle d'Alsace.

## Géographie
| Littenheim   |              | Ingenheim   |
| Friedolsheim | Saessolsheim | Duntzenheim |
|              | Landersheim  | Rohr        |

### Hydrographie
La commune est dans le bassin versant du Rhin au sein du bassin Rhin-Meuse. Elle est drainée par le ruisseau le Rohrbach, le ruisseau le Koenigsgraben, le ruisseau le Rosslaufgraben et le ruisseau l'Ostergraben,.
Le Rohrbach, d'une longueur de 18 km, prend sa source dans la commune de Wolschheim et se jette  dans la canal de la Marne au Rhin à Hochfelden, après avoir traversé douze communes. 

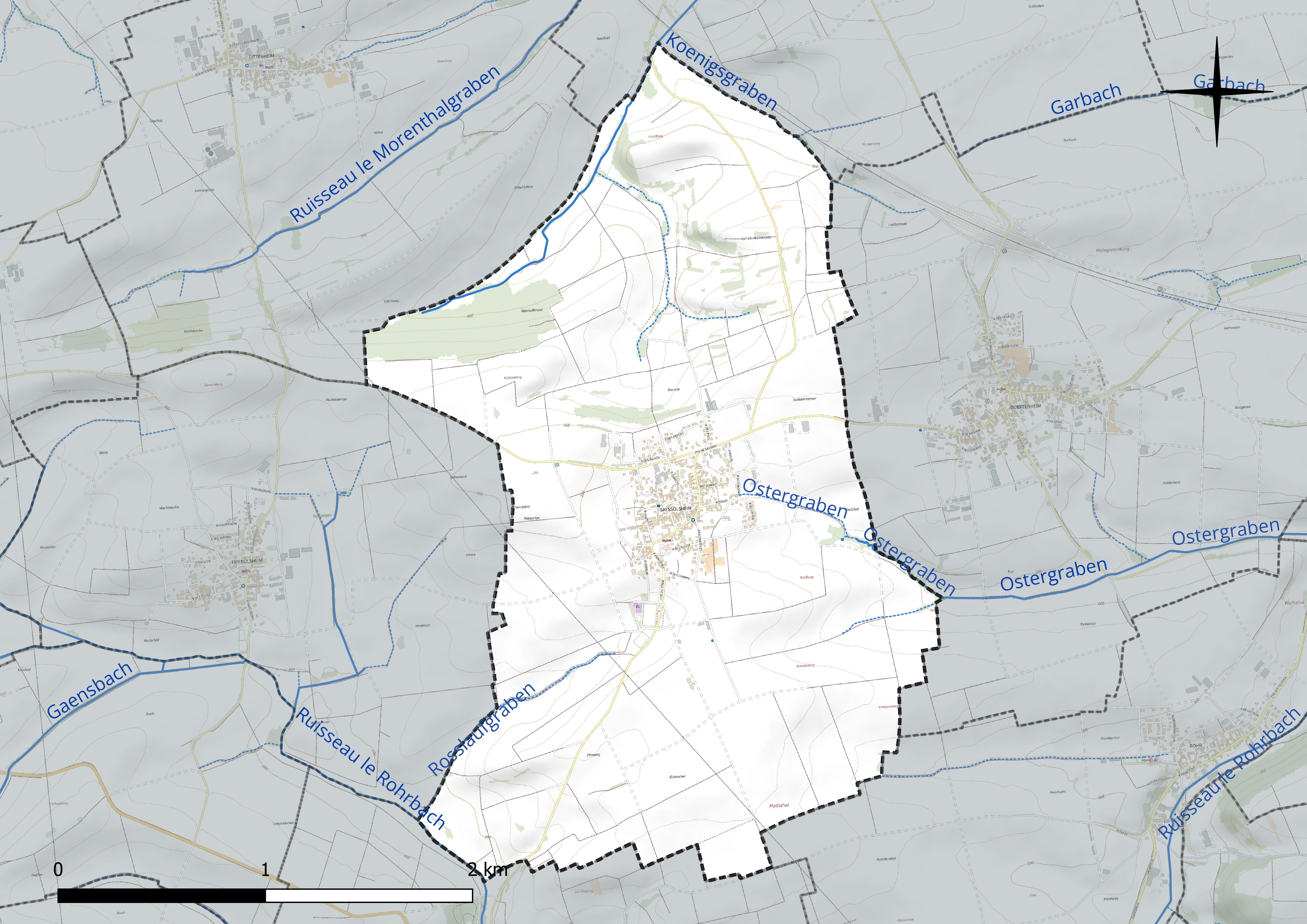
Réseau hydrographique de Saessolsheim.

### Climat
Pour des articles plus généraux, voir Climat du Grand Est et Climat du Bas-Rhin.
En 2010, le climat de la commune est de type climat des marges montargnardes, selon une étude du Centre national de la recherche scientifique s'appuyant sur une série de données couvrant la période 1971-2000. En 2020, Météo-France publie une typologie des climats de la France métropolitaine dans laquelle la commune est exposée à un climat semi-continental et est dans la région climatique  Vosges, caractérisée par une pluviométrie très élevée (1 500 à 2 000 mm/an) en toutes saisons et un hiver rude (moins de 1 °C). 
Pour la période 1971-2000, la température annuelle moyenne est de 10,2 °C, avec une amplitude thermique annuelle de 17,5 °C. Le cumul annuel moyen de précipitations est de 774 mm, avec 10,2 jours de précipitations en janvier et 10,3 jours en juillet. Pour la période 1991-2020, la température moyenne annuelle observée sur la station météorologique de Météo-France la plus proche, « Waltenheim-sur-zorn », sur la commune de Waltenheim-sur-Zorn à 10 km à vol d'oiseau, est de 11,3 °C et le cumul annuel moyen de précipitations est de 652,2 mm. 
La température maximale relevée sur cette station est de 38 °C, atteinte le 7 août 2015 ; la température minimale est de −14,9 °C, atteinte le 20 décembre 2009,,. 
Les paramètres climatiques de la commune ont été estimés pour le milieu du siècle (2041-2070) selon différents scénarios d'émission de gaz à effet de serre à partir des nouvelles projections climatiques de référence DRIAS-2020. Ils sont consultables sur un site dédié publié par Météo-France en novembre 2022.

## Urbanisme

### Typologie
Au 1er janvier 2024, Saessolsheim est catégorisée commune rurale à habitat dispersé, selon la nouvelle grille communale de densité à sept niveaux définie par l'Insee en 2022.
Elle est située hors unité urbaine. Par ailleurs la commune fait partie de l'aire d'attraction de Strasbourg (partie française), dont elle est une commune de la couronne,. Cette aire, qui regroupe 268 communes, est catégorisée dans les aires de 700 000 habitants ou plus (hors Paris),.

### Occupation des sols
L'occupation des sols de la commune, telle qu'elle ressort de la base de données européenne d’occupation biophysique des sols Corine Land Cover (CLC), est marquée par l'importance des territoires agricoles (89,5 % en 2018), une proportion sensiblement équivalente à celle de 1990 (90,2 %). La répartition détaillée en 2018 est la suivante : terres arables (71,7 %), prairies (11,7 %), zones agricoles hétérogènes (6,2 %), zones urbanisées (5,9 %), forêts (4,5 %). L'évolution de l’occupation des sols de la commune et de ses infrastructures peut être observée sur les différentes représentations cartographiques du territoire : la carte de Cassini (XVIIIe siècle), la carte d'état-major (1820-1866) et les cartes ou photos aériennes de l'IGN pour la période actuelle (1950 à aujourd'hui).

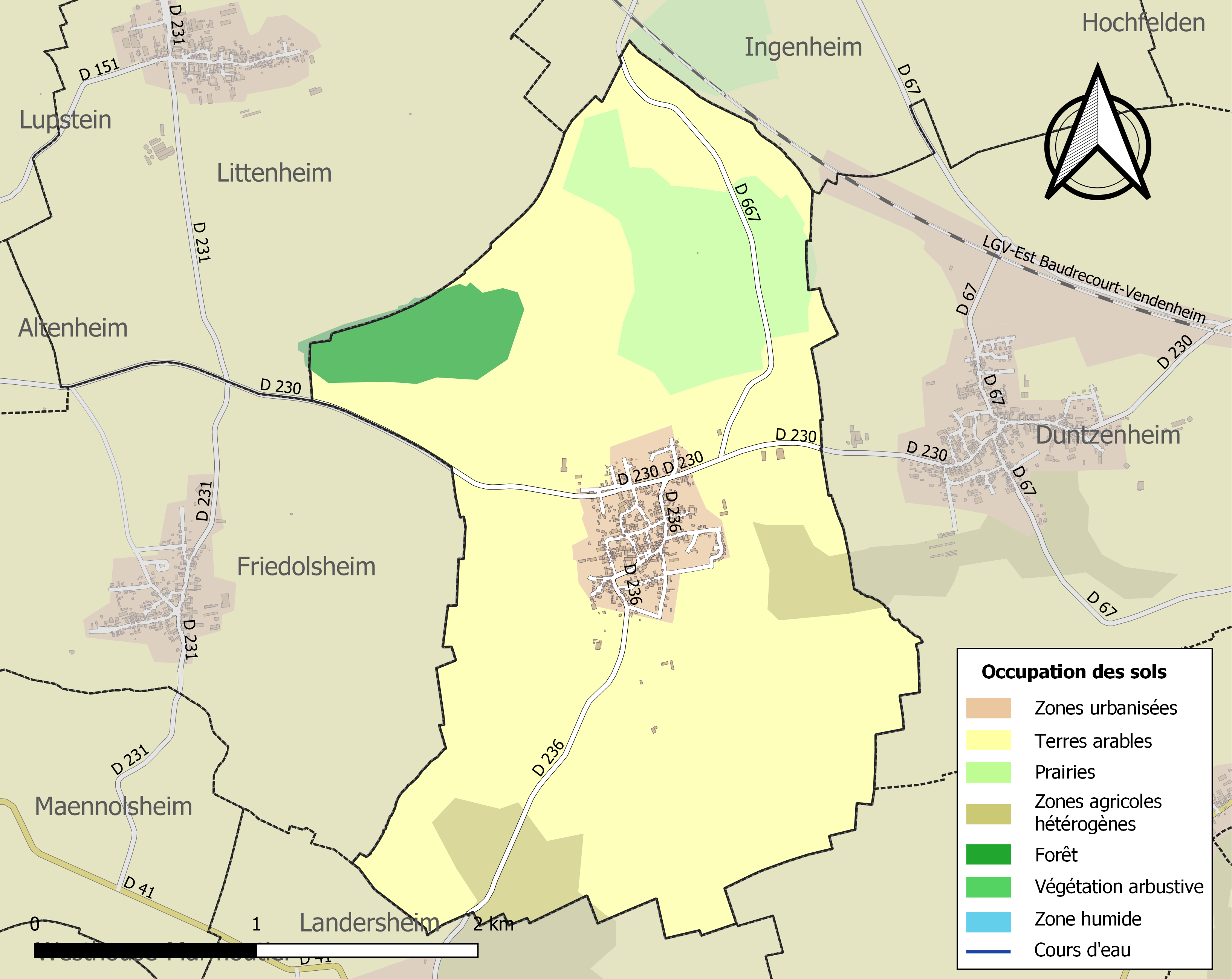
Carte des infrastructures et de l'occupation des sols de la commune en 2018 (CLC).

## Histoire
Saessolsheim est citée en 1050 parmi les localités qui furent attribuées au couvent de Hohenbourg par le pape Léon IX. Entre 1120 et 1130, l'abbaye de Marmoutier et le couvent de Sindelsberg y avaient également des biens fonciers. Le village relevait du bailliage épiscopal du Kochersberg. La cour domaniale appartenait au chapitre cathédral. Une famille de ministériaux qui portait le nom du village apparut dans le conseil de la ville de Strasbourg aux XIVe et XVe siècles.

### Héraldique
| Blason de Saessolsheim | Blason  | D'or aux deux léopards de gueules, passant l'un sur l'autre. |
| Blason de Saessolsheim | Détails |                                                              |

## Politique et administration
| Période                                  | Période                   | Identité                                         | Étiquette | Qualité                                                               |
| ---------------------------------------- | ------------------------- | ------------------------------------------------ | --------- | --------------------------------------------------------------------- |
| avant 1988                               | ?                         | Michel Bock                                      |           |                                                                       |
| mars 2001                                | En cours (au 31 mai 2020) | Dominique Muller, Réélu pour le mandat 2020-2026 |           | Professeur des écoles Président de la CC du Pays de Saverne (2017 → ) |
| Les données manquantes sont à compléter. |                           |                                                  |           |                                                                       |

## Démographie
L'évolution du nombre d'habitants est connue à travers les recensements de la population effectués dans la commune depuis 1793. Pour les communes de moins de 10 000 habitants, une enquête de recensement portant sur toute la population est réalisée tous les cinq ans, les populations de référence des années intermédiaires étant quant à elles estimées par interpolation ou extrapolation. Pour la commune, le premier recensement exhaustif entrant dans le cadre du nouveau dispositif a été réalisé en 2007.

En 2022, la commune comptait 602 habitants, en évolution de +6,93 % par rapport à 2016 (Bas-Rhin : +3,17 %, France hors Mayotte : +2,11 %).
| 1793 | 1800 | 1806 | 1821 | 1831 | 1836 | 1841 | 1846 | 1851 |
| ---- | ---- | ---- | ---- | ---- | ---- | ---- | ---- | ---- |
| 477  | 480  | 502  | 585  | 633  | 710  | 693  | 695  | 687  |

| 1856 | 1861 | 1866 | 1871 | 1875 | 1880 | 1885 | 1890 | 1895 |
| ---- | ---- | ---- | ---- | ---- | ---- | ---- | ---- | ---- |
| 607  | 601  | 593  | 580  | 567  | 575  | 566  | 589  | 578  |

| 1900 | 1905 | 1910 | 1921 | 1926 | 1931 | 1936 | 1946 | 1954 |
| ---- | ---- | ---- | ---- | ---- | ---- | ---- | ---- | ---- |
| 562  | 576  | 590  | 576  | 591  | 533  | 514  | 462  | 433  |

| 1962 | 1968 | 1975 | 1982 | 1990 | 1999 | 2006 | 2007 | 2012 |
| ---- | ---- | ---- | ---- | ---- | ---- | ---- | ---- | ---- |
| 452  | 457  | 415  | 416  | 410  | 478  | 489  | 490  | 530  |

| 2017 | 2022 | - | - | - | - | - | - | - |
| ---- | ---- | - | - | - | - | - | - | - |
| 570  | 602  | - | - | - | - | - | - | - |

## Lieux et monuments
L'église Saint-Jean-Baptiste
L'église d'origine très ancienne était dédiée à Notre-Dame, a conservé sa tour-porche romane qui date peut-être du XIIe siècle, et est construite sur un point élevé. Cette tour élancée comporte quelques décors sculptés en bas reliefs et plusieurs sculptures animalières (têtes saillantes) particulièrement intéressantes.
La nef a été reconstruite de 1749 à 1753 en style baroque (date gravée sur un arc du mur Nord, partiellement caché par un porche néo-classique de 1936). Les rampants du toit de l'ancienne nef sont visibles sur le mur est de la tour.
Un premier orgue a été construit en 1845 par le maître facteur d'orgues de Seltz, Stiehr-Mockers. Il a été plusieurs fois remanié, notamment par Wetzel, puis reconstruit en traction pneumatique sur deux claviers et une pédale par Joseph Rinckenbach.
En 1936, la nef est agrandie par l'ajout de deux travées vers l'est, le remplacement de la charpente en bois (typique des églises de ce type de villages dans la région) par une charpente métallique laissant l'espace nécessaire pour agrandir l'église en hauteur, par le remplacement du plafond plat (également typique des églises de ce type de villages dans la région) par une voûte en berceau à pénétrations ; un nouveau chœur a été construit et couvert d'une voûte d'arêtes à plusieurs voûtains rayonnants. Ces travaux furent effectués par l'architecte Paul-Ernest Zigan de Saverne et l'entrepreneur Bock de Saessolsheim. La première pierre (de l'agrandissement) a été bénite par Charles Ruch.
L'église est alors dédiée à saint Jean-Baptiste.

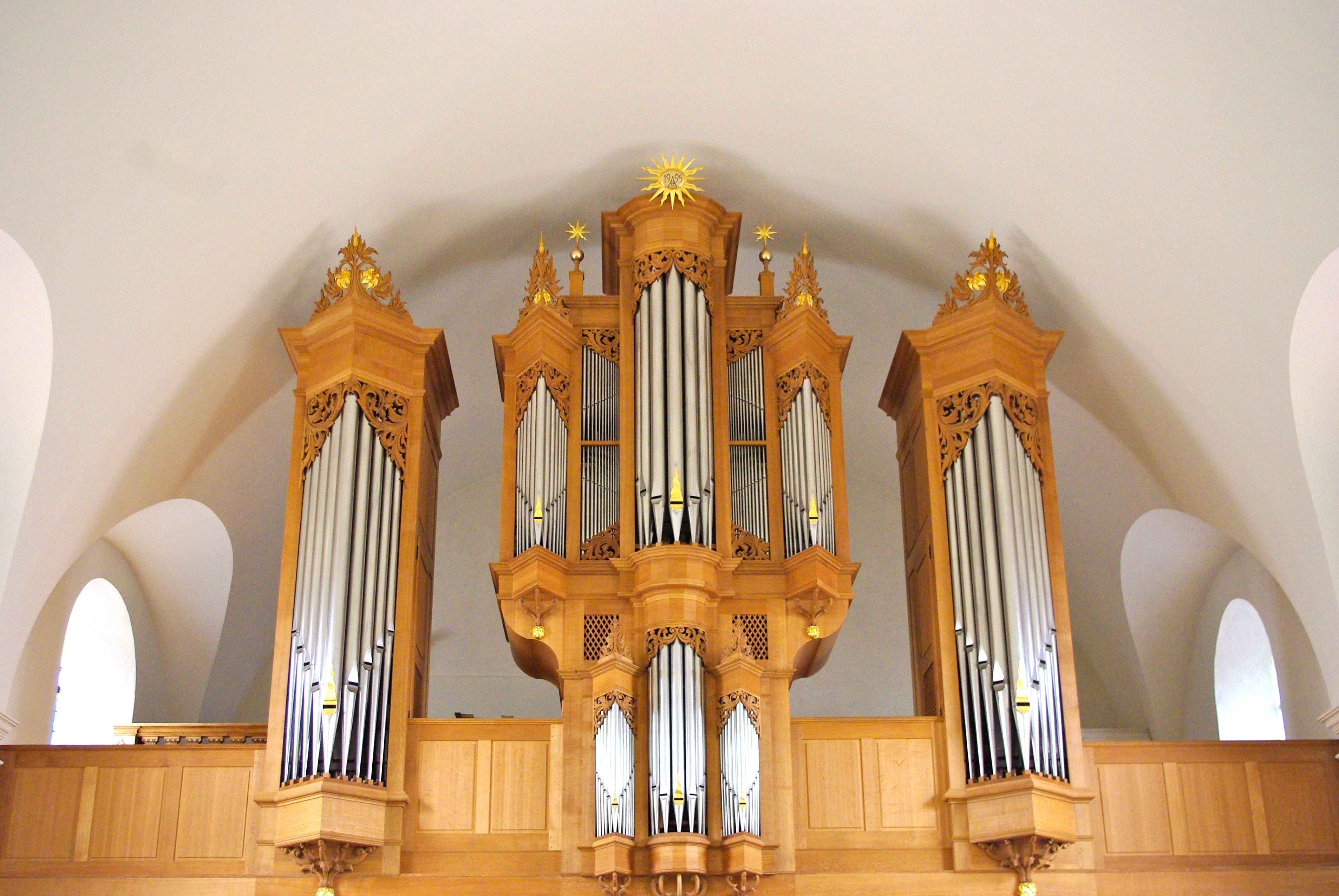
L'orgue de l'église Saint-Jean-Baptiste (Bernard Aubertin, 1995).

De 1979 à 1983, l'église a été rénovée. La rénovation fut divisée en trois phases :
1. L'intérieur de l'église, réfection du chauffage, le dallage du sol, la rénovation du plancher, la peinture, l'électricité, l'isolation de la voûte, l'adduction d'eau, etc.
2. L'amélioration des abords de l'église (réfection des allées, etc.),
3. La rénovation du mobilier classé monument historique (autels, chaire, boiseries du chœur et stalles).

L'église a été inaugurée le 19 juin 1983 par Léon Elchinger, évêque de Strasbourg.
En 1995, un nouvel orgue a été construit par Bernard Aubertin, à l'initiative de l'Association des Amis de l'Orgue de Saessolsheim. Cet instrument de style baroque allemand comprend 30 jeux répartis sur deux claviers et un pédalier. En 2000, un orgue de chœur de 5 jeux, également de Bernard Aubertin, a été acquis par l'Association des Amis de l'Orgue de Saessolsheim.
L'ancien orgue Stiehr / Rinckenbach a été vendu à l'église de Montbron (près d'Angoulême).
Le 10 avril 1996, la tour de l'église a été inscrite en totalité à l'inventaire des monuments historiques.
En 2003, de nouveaux travaux ont été effectués (électricité, chauffage, peinture).
L'inauguration de ces derniers travaux a eu lieu le 20 juin 2004.

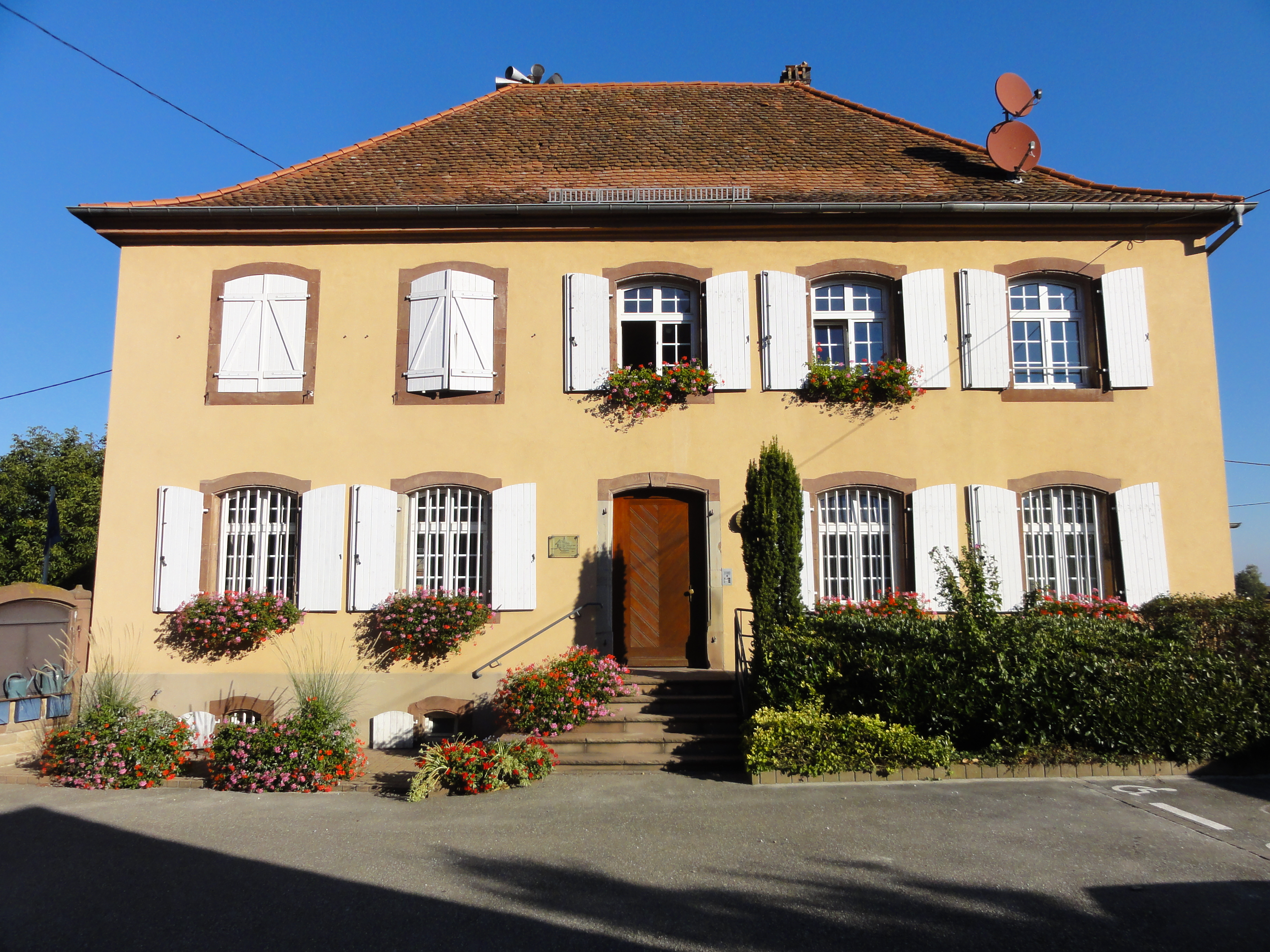
Ancien presbytère (1750), actuellement mairie, 27 rue Principale.
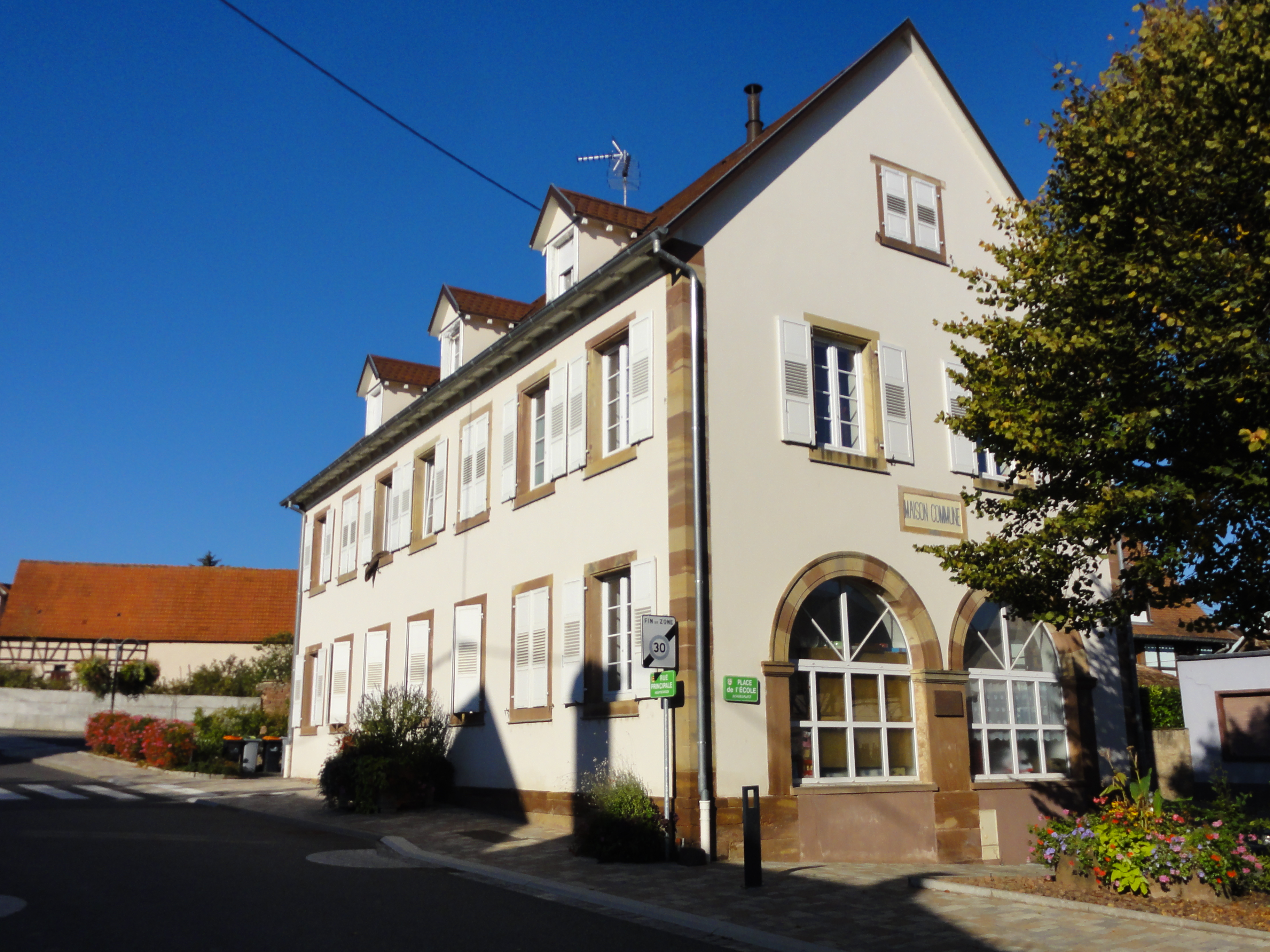
École, 26 rue Principale.
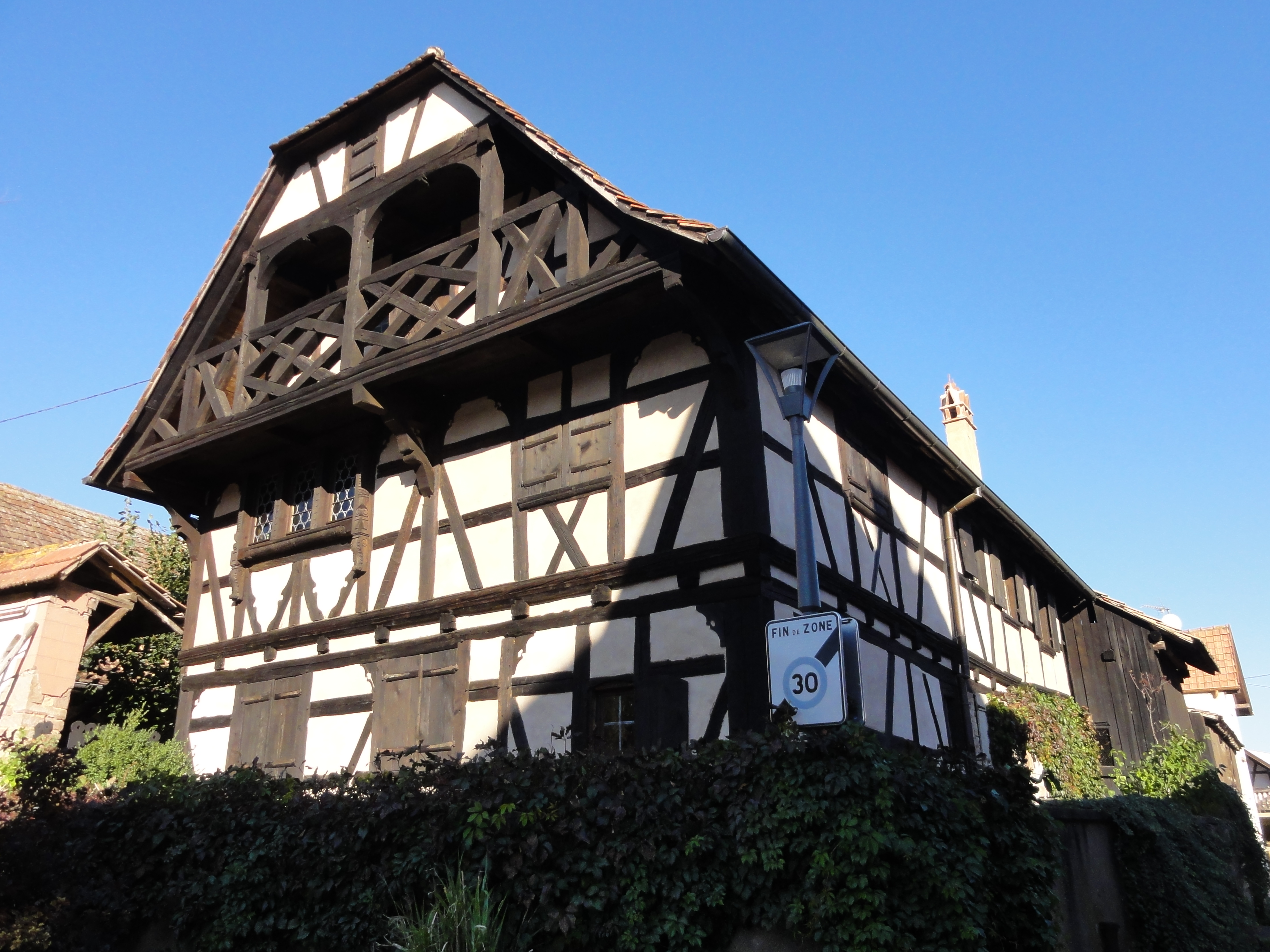
Ferme (XVIIe), 6 place de l'École.
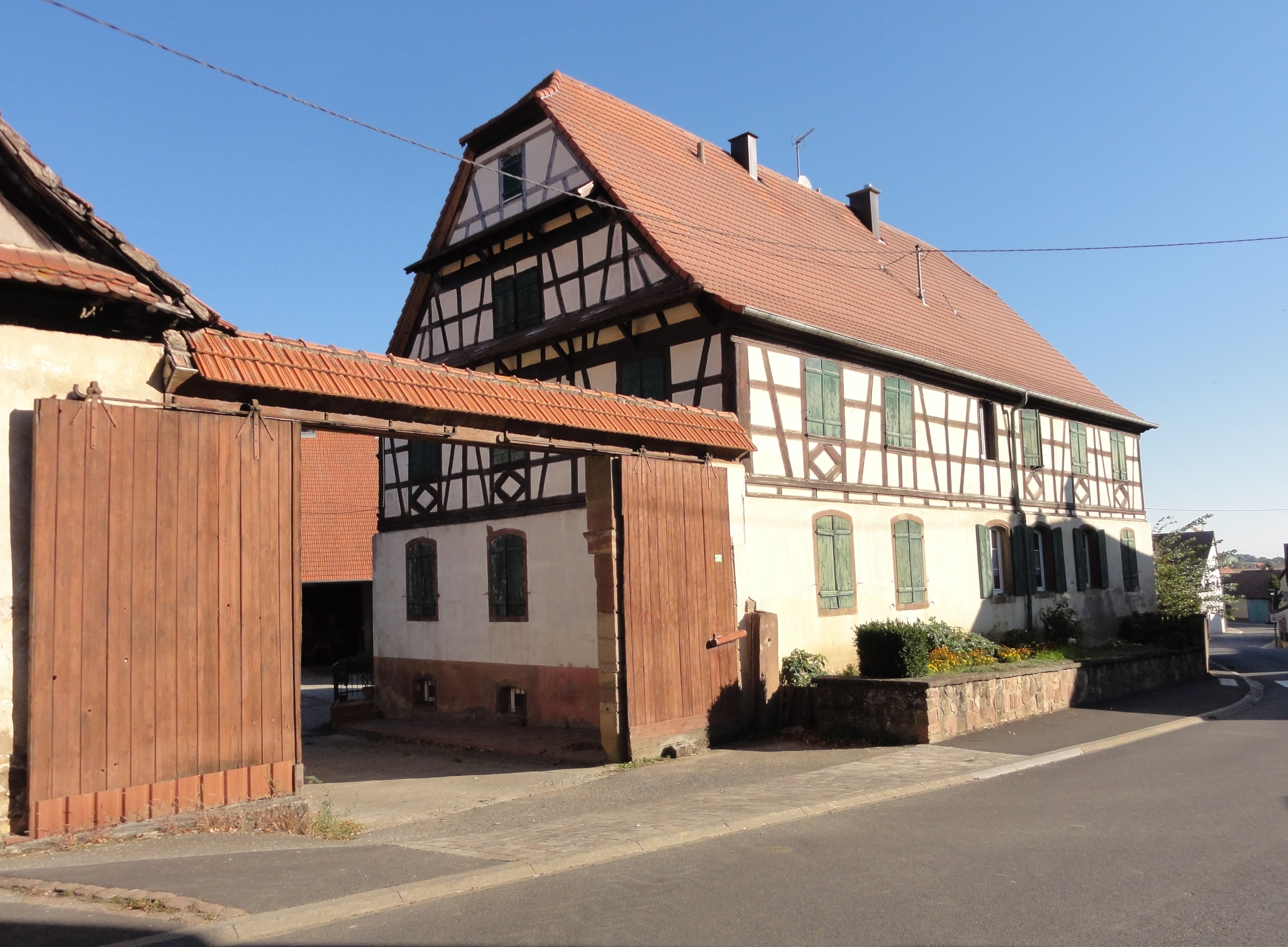
Ferme (1774), 28 rue Principale.